# María Carreras
María Carreras (Buenos Aires, Argentina; 3 de octubre de 1959) es una actriz de cine, teatro y televisión, autora y directora teatral argentina.

## Carrera
Perteneciente a una familia de artistas sus padres fueron el director argentino Enrique Carreras y la primera actriz Mercedes Carreras, sus hermanas menores son las también actrices Marisa Carreras y Victoria Carreras, su abuela actriz española María Luisa Santés, sus tíos el productor Nicolás Carreras y Luis Carreras, y también tiene un hermano varón llamado Enrique Carreras Jr. Asimismo su marido, Fernando Ciangherotti, también trabajó como actor en la Argentina.
Hizo sus estudios primarios en el Colegio del Carmen. Estudió Técnica Superior en Periodismo en Instituto Superior Mariano Moreno Filial Pilar y Tecnicatura en Gestión Cultural en Facultad de Arquitectura.
En cine debutó en Ritmo nuevo, vieja ola con dirección de su padre, protagonizada por madre Mercedes Carreras y Ángel Magaña. También actuó en otras películas encabezada por su madre como ¡Ésto es alegría! (1967) y La mamá de la novia (1978) protagonizada esta última por Libertad Lamarque. En 1981 trabaja en Ritmo, amor y primavera con Cacho Castaña, Mónica Gonzaga y Tincho Zabala. Luego vinieron intervenciones en algunas películas con Alberto Olmedo y Jorge Porcel como Los extraterrestres (1983), Sálvese quien pueda (1984) y El profesor punk (1988). En 1991 personificó a "María Ledesma" en el filme Delito de corrupción con Rodolfo Ranni y Mercedes Carreras.
En televisión trabajó en El teatro de Mercedes Carreras, Como en el teatro y Los especiales de ATC.
En teatro tuvo labores como actriz, dramaturga y directora. Dirigió varias obras como Actriz, Actos de amor. La pipa de la paz, Bajo terapia, La pequeña Frida y Como evitar enamorarse de un BOLUDO, entre otras.
También ideó los Premios Enrique que se entregan desde 2014 y está al frente del Taller María Carreras (TMC), en donde brinda talleres de producción, creación de contenidos artísticos y culturales, un centro de Formación, Producción y Servicios Artísticos Culturales que fundó cuando eligió radicarse en Mar del Plata y por cuyas clases de teatro pasan anualmente decenas de alumnos entre niños, adolescentes y adultos.

## Filmografía
- 1991: Delito de corrupción como María Ledesma.
- 1988: El profesor punk como Teresa, sobrina de Pacurulo.
- 1984: Sálvese quien pueda como Ana María.
- 1983: Los extraterrestres como María.
- 1981: Ritmo, amor y primavera como María.
- 1978: La mamá de la novia
- 1967: ¡Esto es alegría!
- 1964: Ritmo nuevo, vieja ola como Chispita.

## Televisión
- 1984: El circo de los chicos.
- 1982: Como en el teatro.
- 1981: El teatro de Mercedes Carreras.
- 1980/1982: Los especiales de ATC (El viejo Hucha).

## Teatro
Como actriz:
- Made in Lanús (2009)
- Don Quijote (2008)
- Humor a plazo fijo (1982/1983) con Mercedes Carreras, Osvaldo Miranda, Mario Sapag, Marisa y Victoria Carreras.

Como directora:
- Actriz (2020)
- Actos de amor (2020)
- Lejana tierra mía (2020)
- La pipa de la paz (2019/2020)
- Bajo terapia (2019/2020)
- Invisibles (2018/2019)
- La pequeña Frida (2018)
- Como evitar enamorarse de un BOLUDO (2014)
- La familia Perinola, cuenta sus historias (2008)

Como asistente de dirección:
Quien dijo que era buena (2008/2009)
Como autora:
- Actos de amor (2020)
- La pequeña Frida (2018)